# Le major parlait trop
Pour les articles homonymes, voir Le major parlait trop (homonymie).
Le major parlait trop (titre original : A Caribbean Mystery) est un roman policier d'Agatha Christie publié le 16 novembre 1964 au Royaume-Uni, mettant en scène Miss Marple. Il est publié l'année suivante aux États-Unis et en France.

## Résumé
Miss Marple est en vacances aux Antilles et elle discute avec les hôtes de l’hôtel. Parmi eux se trouve le Major Palgrave qui lui raconte ses aventures au Kenya. Alors qu’il cherche à lui montrer des photographies, il lui dit : « Tiens, voulez-vous voir la photo d'un assassin ? », puis marque un temps d’arrêt en regardant par-dessus les épaules de Miss Marple. Qui a attiré son regard ? Il s'en va précipitamment sans avoir terminé la conversation. Le lendemain, il est retrouvé mort. Pourquoi ?  Aurait-il aperçu l'assassin dont il avait la photo parmi les membres de l'hôtel ? A-t-il été assassiné à son tour ? Miss Marple est dans le noir le plus complet jusqu'à ce qu'une jeune femme prétende que le major avait le Mauvais Œil...

## Personnages
- Miss Jane Marple, vieille fille âgée et perspicace, détective amateur
- Major Palgrave, la victime, major à la retraite
- Tim Kendal, récent acquérant du bar de l'île
- Molly Kendal, sa femme
- Dr. Graham,  le médecin de St. Honoré
- Gregory "Greg" Dyson, ornithologue
- "Lucky" Dyson, son épouse
- Edward et Evelyn Hillingdon, botanistes
- Mr. Rafiel, vieux multimillionaire semi-paralysé qui s'en prend à tout et à tous
- Esther Walthers, jeune secrétaire de Rafiel, veuve
- Arthur Jackson, massothérapeute et homme à tout faire de Rafiel
- Jeremy Prescott, chanoine
- Miss Prescott, sœur du chanoine
- Weston, inspecteur de police de St Honoré

## Autour du livre

### Analyse
Agatha Christie commence à écrire Le major parlait trop en 1963. Il est publié le 16 novembre 1964 au Royaume-Uni. Seule aventure « exotique » de Miss Marple, son histoire se déroule dans l'île imaginaire de Saint-Honoré, et s'appuie sur les souvenirs d'un séjour qu'Agatha Christie a effectué à la Barbade. L'auteur reprend une idée employée dans la nouvelle Le Taureau de l'île de Crète (1939), où les désordres apparents d'une personne sont provoqués par une drogue hallucinogène.

### Titre
Le livre est dédié à John Cruikshank Rose : « Avec des souvenirs heureux de ma visite aux Antilles » (« With Happy Memories of My Visit to the West Indies »). Agatha Christie et son second mari Max Mallowan ont rencontré John Rose lors de fouilles sur le site d'Ur en 1928.

## Éditions

### anglaises
- (en) A Caribbean Mystery, Londres, Collins Crime Club, 16 novembre 1964, 256 p.
- (en) A Caribbean Mystery, New York, Dodd, Mead and Company, 1965, 245 p.

### françaises
- Le Major parlait trop  (trad. Claire Durivaux), Paris, Librairie des Champs-Élysées, coll. « Le Masque » (no 889), 1965, 191 p. (BNF 32950725)
- Le Major parlait trop (trad. Jean-Michel Alamagny), dans : L'Intégrale : Agatha Christie  (trad. de l'anglais, préf. Jacques Baudou), t. 11 : Les années 1958-1964, Paris, Librairie des Champs-Élysées, coll. « Les Intégrales du Masque », 1998, 1336 p. (ISBN 2-7024-2439-2, BNF 36200551)

## Adaptations
- 1983 : Le major parlait trop (A Caribbean Mystery), téléfilm américain de Robert Michael Lewis pour CBS, avec Helen Hayes dans le rôle de Miss Marple ;
- 1989 : L'Œil de verre (A Caribbean Mystery), téléfilm de la série britannique Miss Marple de la BBC, avec Joan Hickson dans le rôle de Marple ;
- 2004 : A Caribbean Mystery, feuilleton radiophonique en quatre parties de BBC Radio 4, avec June Whitfield donnant sa voix à Marple ;
- 2013 : Le major parlait trop (A Caribbean Mystery), téléfilm de la série britannique Miss Marple d'ITV, avec Julia McKenzie dans le rôle de Marple.
- 2016 : Albert Major parlait trop, épisode de la série française Les Petits Meurtres d'Agatha Christie de France 2.